# Ovenna
Ovenna is een geslacht van vlinders van de familie spinneruilen (Erebidae), uit de onderfamilie Arctiinae.

## Soorten
- O. agonchae (Plötz, 1880)
- O. guineacola (Strand, 1912)
- O. hailesellassiei Birket-Smith, 1965
- O. simplex Birket-Smith, 1965
- O. simulans (Mabille, 1878)
- O. subgriseola (Strand, 1912)
- O. vicaria (Walker, 1854)